# Kévah
Établissements Kévah war ein französischer Hersteller von Automobilen.

## Unternehmensgeschichte
Die Herren Müller, Allen-Sommer und Robert gründeten 1920 das Unternehmen in Paris und begannen mit der Produktion von Automobilen. Der Markenname lautete Kévah. 1924 endete die Produktion.

## Fahrzeuge

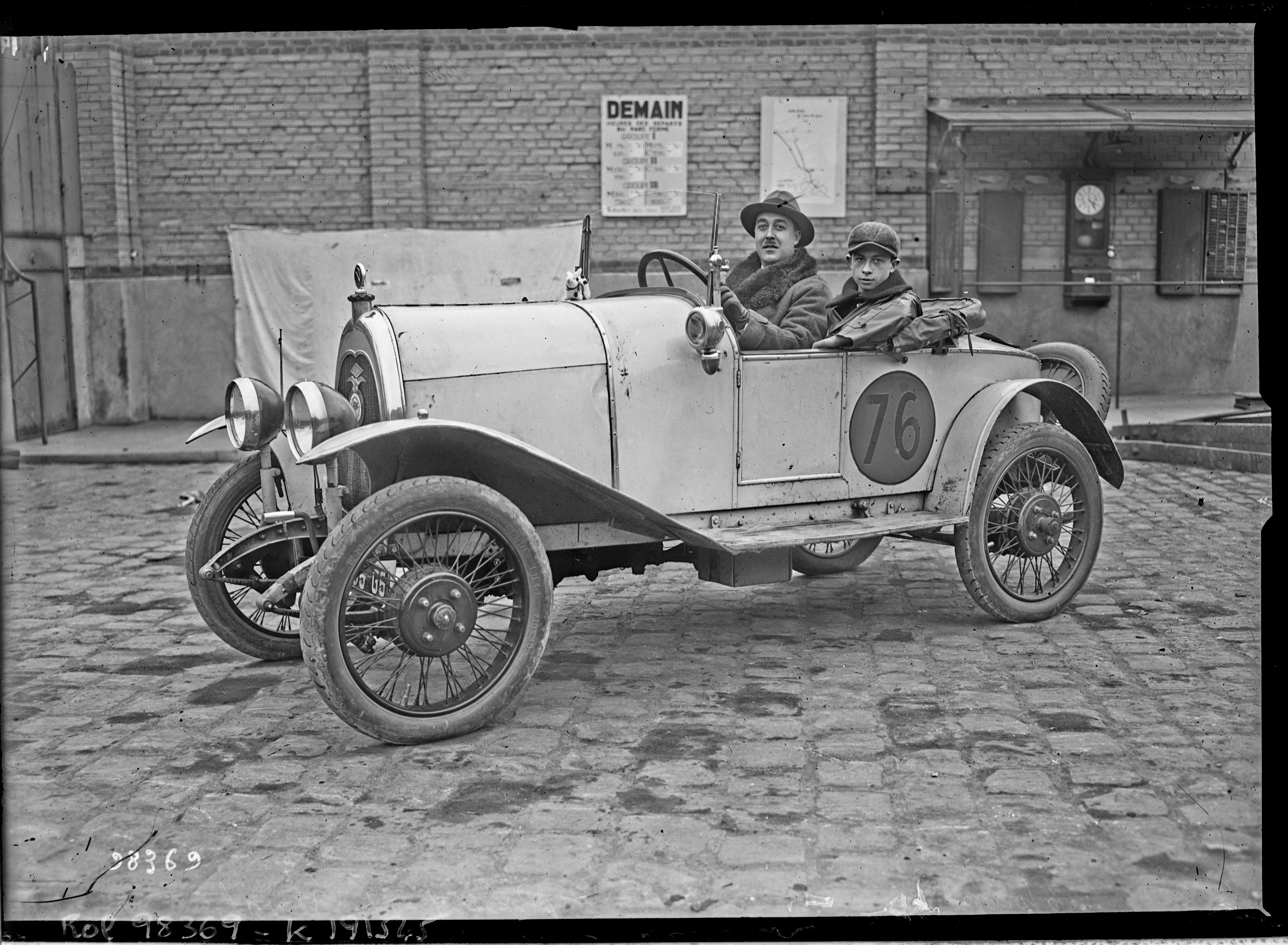
Robert im Kévah, 1925

Im Angebot standen zunächst zwei Modelle. Eines verfügte über einen Zweizylindermotor mit 1100 cm³ Hubraum. Beim anderen Modell sorgte ein Vierzylindermotor von Ruby mit 1057 cm³ Hubraum für den Antrieb. 1923 ergänzte ein Modell mit einem Vierzylindermotor von Chapuis-Dornier mit 898 cm³ Hubraum das Sortiment. Die Motoren war vorne im Fahrzeug montiert und trieben über eine Kardanwelle die Hinterachse an. Die Getriebe verfügten über drei Gänge.